# حزب کشاورزی (تاجیکستان)
حزب کشاورزی تاجیکستان (تاجیکی: Ҳизби аграрии Тоҷикистон)، مخفف APT (تاجیکی: ҲАТ) — یک حزب سیاسی طرفدار دولت رسماً ثبت‌شده در تاجیکستان است که در ۱۵ نوامبر ۲۰۰۵ تأسیس شد. این حزب به ایدئولوژی‌های سانتریسم، کشاورزی‌گرایی و سیاست کشاورزی پایبند است. تا ژانویه ۲۰۲۰، بیش از ۵۵ هزار نفر در سراسر تاجیکستان عضو این حزب بودند که حزب دهقانان تاجیکستان را دومین حزب سیاسی بزرگ (پس از حزب حاکم حزب دموکراتیک خلق تاجیکستان) از نظر تعداد اعضا در تاجیکستان می‌سازد. دفتر مرکزی حزب در مرکز دوشنبه واقع شده است و شاخه جوانان حزب در دانشگاه کشاورزی تاجیکستان در شمال دوشنبه مستقر است.

## تاریخچه
حزب دهقانان در ۱۵ نوامبر ۲۰۰۵ توسط آکادمیسین مشهور، پروفسور و دکتر علوم کشاورزی امیر کاراکولوف (اهل ازبکستان) تأسیس شد، که رهبری و فعالان آکادمی علوم کشاورزی تاجیکستان را حول حزب جدید متحد کرد. این حزب به عنوان اهداف اصلی خود، اقداماتی را برای افزایش چشمگیر مناطق زمین‌های کشاورزی، اصلاح دهقانان و کشاورزان مطرح کرد. این حزب در همان ماه رسماً در وزارت دادگستری جمهوری تاجیکستان ثبت شد.
در انتخابات ریاست‌جمهوری ۲۰۰۶، حزب دهقانان تاجیکستان رهبر خود، امیر کاراکولوف، را به عنوان نامزد معرفی کرد که در پایان رقابت‌های ریاست‌جمهوری با ۵٫۲٪ (۱۵۶٬۹۹۱ رای) در جایگاه چهارم قرار گرفت. حزب دهقانان برای اولین بار در انتخابات پارلمانی ۲۰۱۰ شرکت کرد و با کسب ۵٫۱۱٪ (۱۶۶٬۹۳۵ رای)، چهارمین حزب شد. این امر باعث شد که حزب دهقانان تاجیکستان برای اولین بار در تاریخ خود، دو نماینده خود را در مجلس نمایندگان مجلس عالی جمهوری تاجیکستان داشته باشد. در انتخابات ریاست‌جمهوری ۲۰۱۳، حزب دهقانان تاجیکستان به جای رهبر حزب، امیر کاراکولوف، تالیبک بخاریف را به عنوان نامزد معرفی کرد که در پایان انتخابات با ۴٫۶۱٪ (۱۶۶٬۲۲۴ رای) در جایگاه سوم (از میان شش نامزد) قرار گرفت.
در ۱۰ مارس ۲۰۱۴، بنیانگذار و رهبر حزب، امیر کاراکولوف در سن ۷۲ سالگی درگذشت. در کنگره فوق‌العاده حزب، رستم لطیف‌زاده به عنوان رهبر جدید حزب انتخاب شد و تا به امروز رهبر حزب دهقانان تاجیکستان است. در پایان انتخابات پارلمانی ۲۰۱۵، حزب دهقانان تاجیکستان توانست ۱۱٫۷٪ آرا را کسب کند و پس از حزب دموکراتیک خلق تاجیکستان، دومین حزب از نظر تعداد آرا شد که به این حزب اجازه داد پنج نماینده خود را در پارلمان کشور داشته باشد.

## انتخابات ریاست‌جمهوری
| سال  | نامزد حزب      | ٪   |
| ---- | -------------- | --- |
| ۲۰۰۶ | امیر کاراکولوف | ۵٫۲ |
| ۲۰۱۳ | تالیبک بخاریف  | ۴٫۶ |
| ۲۰۲۰ | رستم لطیف‌زاده  | ۳٫۰ |

## انتقادات
اپوزیسیون اغلب از حزب دهقانان انتقاد می‌کند و این حزب را «شریک حزب حاکم» می‌نامد. برخی از کارشناسان حزب دهقانان را حزب «جیب‌نشین» دولت جمهوری می‌دانند. نامزد ریاست‌جمهوری این حزب در انتخابات ۲۰۱۳ نیز از نامزد حزب حاکم حمایت کرد.

## پیوندها
- کمیسیون مرکزی انتخابات جمهوری تاجیکستان